# أسفل أعرم (يهر)

تعديل مصدري - تعديل

اسفل اعرم هي إحدى قرى عزلة يهر بمديرية يهر التابعة لمحافظة لحج، بلغ تعداد سكانها 87 نسمة حسب تعداد اليمن لعام 2004.